# Aporophyla morosa
Aporophyla morosa là một loài bướm đêm trong họ Noctuidae.